# Poliziotto sadico
Poliziotto sadico (Maniac Cop) è un film horror poliziesco del 1988 diretto da William Lustig, scritto e prodotto da Larry Cohen, con Tom Atkins, Bruce Campbell, Laurene Landon e Robert Z'Dar. È il primo capitolo del franchise Maniac Cop, che dopo l'insuccesso nelle sale divenne un hit del mercato home video. In Italia è stato distribuito solo nell'estate 1992.
Per l'uscita in videocassetta del mercato italiano venne rititolato Maniac Cop - Poliziotto sadico.

## Trama
L'onesto poliziotto Matt Cordell viene incastrato per non aver chiuso gli occhi su alcuni misfatti. Condotto in galera, verrà "giustiziato" da alcuni compagni di cella, imprigionati proprio a causa sua. Qualche tempo dopo, si viene a sapere di alcuni omicidi efferati. Le testimonianze parlano di un uomo alto e robusto, vestito da poliziotto, immune ai proiettili e con le mani gelate come quelle di un cadavere. Sulle sue tracce si metteranno gli agenti Forrest e Mallory, prima che il commissario McCrae scopra che si tratta proprio di Matt Cordell.

## Produzione
Il film costò circa 1.100.000 dollari e fu girato fra New York e Los Angeles.
Fra gli attori coinvolti, oltre al più noto Bruce Campbell nel ruolo dell'agente Forrest (che tornerà anche nell'episodio successivo), spiccano Tom Atkins (Fog e Arma letale), Robert Z'Dar (presente in tutta la trilogia) nella parte del poliziotto-mostro Matt Cordell, e il veterano Richard Roundtree (il comandante della polizia). Ruoli cammeo per l'ex campione del mondo dei pesi medi e zio del regista Jack LaMotta (un detective), e per i registi Sam Raimi (un reporter televisivo) e Scott Spiegel (uno SWAT). Anche lo stesso Lustig appare brevemente come il responsabile del motel.

## Distribuzione
Il film venne distribuito al cinema negli Stati Uniti il 13 maggio 1988, in soli 50 schermi e praticamente senza nessun tipo di lancio pubblicitario, arrivando a incassare 671.382 dollari.
In Italia i primi due film della serie furono distribuiti dalla Penta Film e il terzo dalla Medusa Video. Curiosamente, nelle sale cinematografiche italiane uscì prima il secondo capitolo nel 1991, intitolato Maniac Cop - Il poliziotto maniaco, e solo l'anno successivo la Penta film acquistò e distribuì anche il primo, intitolandolo Poliziotto sadico per non creare confusione con l'esatto ordine cronologico della serie. Più tardi, nel 1996, venne distribuito direttamente per l'home video Maniac Cop 3 - Il distintivo del silenzio.

## Sequel
Nel 1990 venne realizzato il sequel Maniac Cop - Il poliziotto maniaco, sempre diretto da William Lustig che in Italia venne distribuito nelle sale prima del film originale.